# Liste der Monuments historiques in Terdeghem
Die Liste der Monuments historiques in Terdeghem führt die Monuments historiques in der französischen Gemeinde Terdeghem auf.

## Liste der Bauwerke
| Bezeichnung | Beschreibung | Standort | Kennzeichnung | Schutzstatus | Datum | Bild           |
| ----------- | ------------ | -------- | ------------- | ------------ | ----- | -------------- |
| Windmühle   | Erbaut 1864  | (Lage)   | PA00107834    | Inscrit      | 1977  | weitere Bilder |

## Liste der Objekte

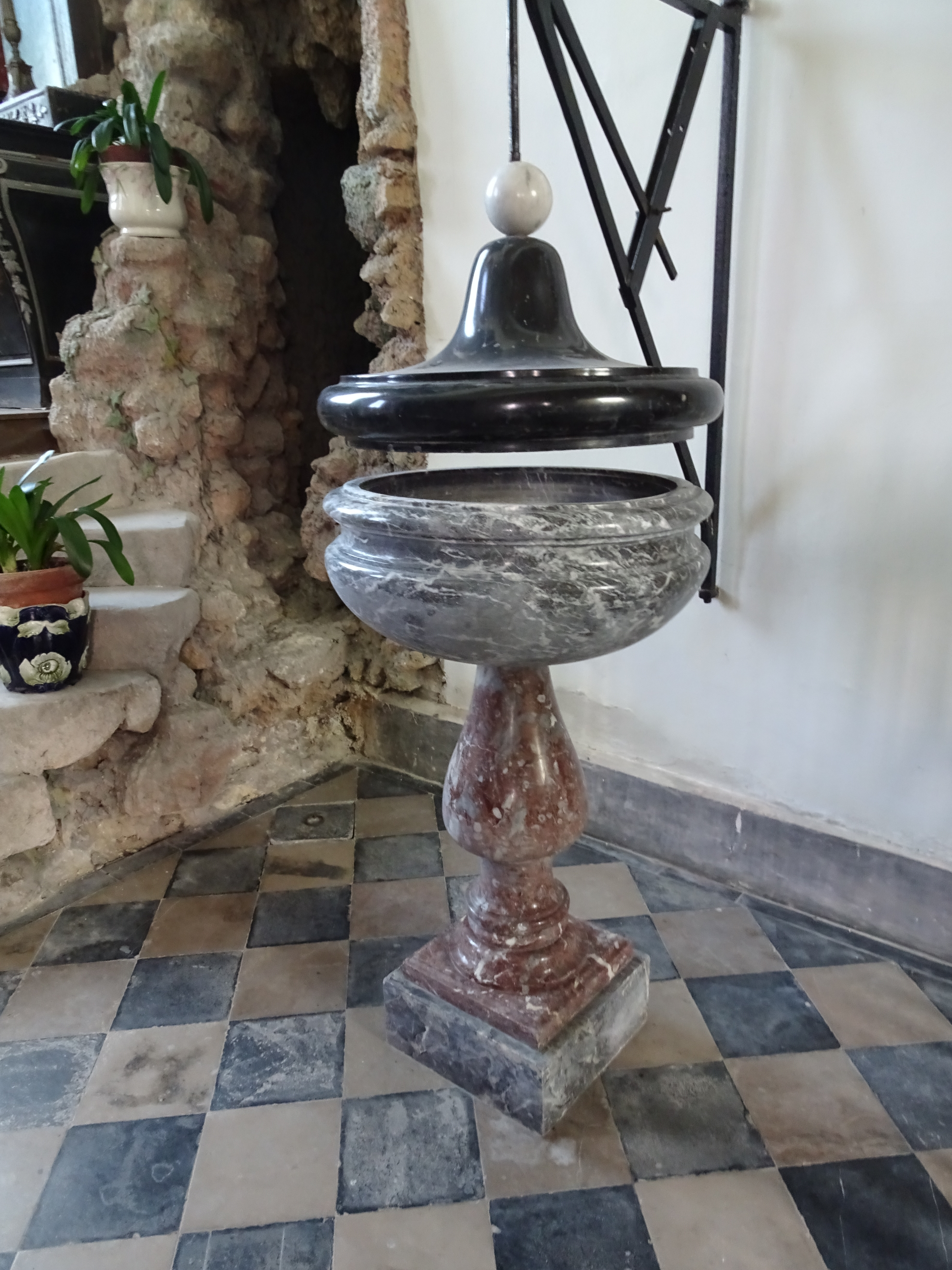
Taufbecken in Terdeghem

- Monuments historiques (Objekte) in Terdeghem in der Base Palissy des französischen Kultusministeriums

Siehe auch: Taufbecken (Terdeghem) und Kommunionbank (Terdeghem)